# Li Chi-chun
Li Chi-chun (1875- ?) est un général chinois qui servit le Mandchoukouo de 1933 à 1935.

## Biographie
Li Chi-chun, né au Hubei en 1875, devient général après avoir servi dans l'armée républicaine durant la révolution chinoise de 1911. On ignore ses activités pendant l'époque des seigneurs de la guerre (1916-1928). Début 1933, après l'invasion japonaise de la Mandchourie et l'établissement du Mandchoukouo, Li apparait dans le sud-est du Liaoning à la tête de plusieurs milliers d'hommes s'appelant eux-mêmes l'« Armée du salut national », et arborant le drapeau à bandes de la République de Chine.
Au début, l'armée de Li combat la guérilla anti-japonaise, bien qu'elle prétende vouloir combattre les Japonais. Elle sert ensuite aux côtés des forces armées du Mandchoukouo durant l'opération Nekka de 1933. Après un début de désaccord avec le Mandchoukouo et le Nord de la Chine au sujet de sa volonté d'y établir un gouvernement « indépendant » avec l'aide des Japonais, son armée capture plusieurs petites villes. Néanmoins, après la signature de la trêve de Tanggu, et l'établissement d'une zone démilitarisée entre le Mandchoukouo et le reste de la Chine, l'armée de Li, comptant maintenant environ 10 000 hommes, n'est plus désirée. Les Japonais la dissoutent, et seulement 2 000 de ses hommes sont recrutés pour servir dans le corps de préservation de la paix de la zone démilitarisée.
Le général Li disparait. Des récits de l'époque le croient retiré dans la concession japonaise de Tianjin.

## Sources
- Jowett, Phillip J., Rays of the Rising Sun Vol 1., Helion & Co. Ltd. 2004.